# Colophon endroedyi
Colophon endroedyi es una especie de coleóptero de la familia Lucanidae.

## Distribución geográfica
Habita en Sudáfrica.